# Power Macintosh G3
Ce article traite du Power Macintosh G3 original, pour son successeur voir Power Macintosh G3 (Bleu et Blanc)
Le Power Macintosh G3, aussi appelé G3 Beige, est une série d'ordinateurs personnels, conçu et produit par Apple entre 1997 et 1999. Il est le premier Macintosh à utiliser le processeur PowerPC G3 (PPC750). Il remplace d'anciens modèles Power Macintosh tels que les 7300, 8600 et 9600. En janvier 1999, il est remplacé par le Power Macintosh G3 (Bleu et Blanc), qui garde le même nom, mais dont le design est entièrement revu. 
Le Power Mac G3 a introduit un processeur possédant un grand cache de niveau 2 véloce. À fréquence égale, ces machines se sont révélées plus rapides que leur équivalent Intel, comme l'ont montré des tests, ce qui mena Apple à créer les publicités Snail et Toasted Bunnies.
Initialement, le Power Macintosh G3 devait être une série de milieu de gamme entre les modèles d'entrée de gamme Performa/LC et le haut de gamme Power Macintosh 9600. 